# Dreiheide

Dreiheide  est une commune de Saxe (Allemagne), située dans l'arrondissement de Saxe-du-Nord, dans le district de Leipzig.

## Personnalités
Renate Stecher (1950-), triple championne olympique en sprint, est née à Süptitz, aujourd'hui Dreiheide.